# 자퇴
자퇴(自退)는 학생이 교육과정을 마치지 않은 채 자의로 학교로부터 나오는 것을 의미한다. 자진퇴학의 줄임말이기도 하다. 한국에선 고등학교나 대학교를 중도에 나오는 것을 의미하기도 한다. 고등학교를 그만둔 학생들을 자퇴생이라고 부른다.

## 같이 보기
- 퇴학
- 대한민국의 검정고시